# Araeoncus clavatus
Araeoncus clavatus es una especie de araña araneomorfa del género Araeoncus, familia Linyphiidae. La especie fue descrita científicamente por Tanasevitch en 1987.
La longitud del cuerpo del macho es de 2,3 milímetros. Las fases fenológicas en el macho se dan en los meses de abril y agosto y en la hembra también en agosto. La especie se distribuye por Turquía y Armenia.